# Bodtjärnen (Mo socken, Ångermanland)
Bodtjärnen är en sjö i Örnsköldsviks kommun i Ångermanland och ingår i Moälvens huvudavrinningsområde.